# Journal of the European Academy of Dermatology and Venereology
Das Journal of the European Academy of Dermatology and Venereology, abgekürzt J. Eur. Acad. Dermatol. Venereol., ist eine wissenschaftliche Fachzeitschrift, die vom Wiley-Blackwell-Verlag veröffentlicht wird. Die Zeitschrift wird von der European Academy of Dermatology and Venereology herausgegeben und erscheint mit zwölf Ausgaben im Jahr und veröffentlicht Arbeiten aus den Bereichen der Dermatologie und Venerologie.
Der Impact Factor lag im Jahr 2014 bei 2,826. Nach der Statistik des ISI Web of Knowledge wird das Journal mit diesem Impact Factor in der Kategorie Dermatologie an elfter Stelle von 62 Zeitschriften geführt.